# Roura (technika)

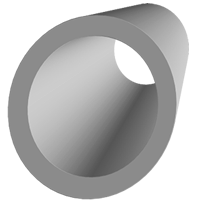
Roura

Roura (trubka) je dlouhé duté válcovité těleso, jehož délka je významně větší než jeho průměr. Roura při stejné délce má obvykle větší průměr než trubka. Soustava trubek se nazývá potrubí.
Roura i trubka jsou na řezu nejčastěji kruhové.

## Užití
Roury a trubky se používají jako:

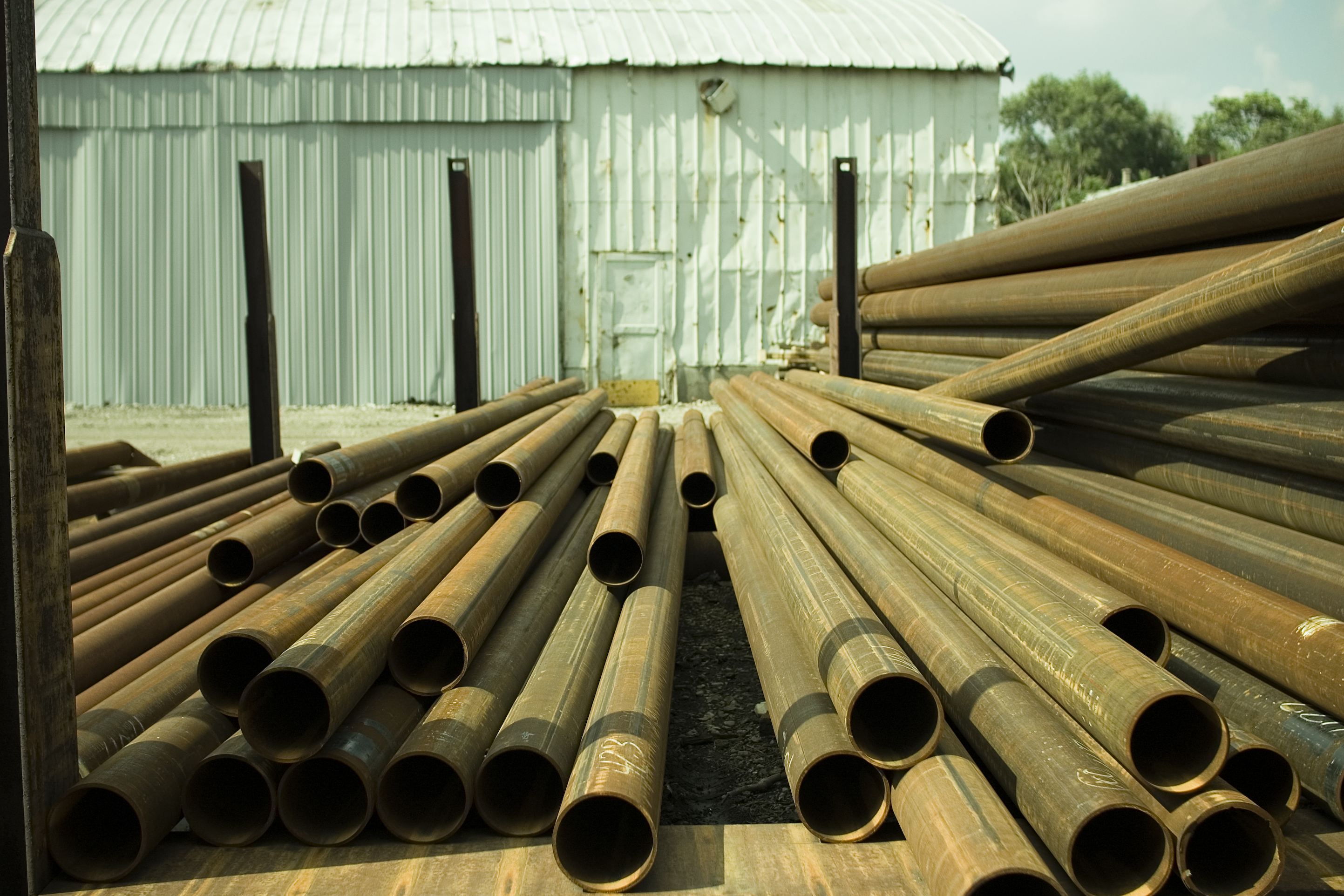
Ocelové trubky

- potrubí pro přepravu kapalin, plynů, sypkého materiálu nebo pro potrubní poštu
- pohyblivý konstrukční element při stavbě strojů a zařízení (píst, hřídel)
- pevný konstrukční element (plot, mříže, zábradlí)

Roury a trubky se vyrábějí z různých materiálů (ocel, keramika, lehké kovy, plast, olovo, čedič, aj.)